# Суколенов Павло Григорович
Павло Григорович Суколенов (29 квітня 1909, місто Санкт-Петербург, тепер Російська Федерація — 29 жовтня 1990, місто Москва, Російська Федерація) — радянський діяч, секретар ЦК КП(б) Казахстану із кадрів, 1-й секретар Дзержинського районного комітету КПРС міста Москви.

## Життєпис
Народився в родині закрійника. З вересня 1921 по липень 1922 року був наймитом і пастухом в станиці Брюховецькій Кубано-Чорноморської області.
З липня 1922 по червень 1927 року навчався в середній школі № 6 міста Краснодара. У 1927 році вступив до комсомолу. З червня по грудень 1927 року проживав у батьків у Ростові-на-Дону.
У грудні 1927 — серпні 1928 року — робітник Донської державної тютюнової фабрики в Ростові-на-Дону.
У серпні 1928 — грудні 1930 року — учень, модельник, у грудні 1930 — вересні 1931 року — культпрацівник клубу імені Мікояна, у вересні 1931 — вересні 1934 року — культпропорганізатор, секретар комітету ВЛКСМ Ростовської державної взуттєвої фабрики імені Мікояна.
У 1930 році закінчив шестимісячні курси із підготовки до вузу при Північно-Кавказькому державному університеті в Ростові-на-Дону.
Член ВКП(б) з жовтня 1931 року.
У 1934 році закінчив Ростовську школу радянського та партійного будівництва.
У вересні 1934 — вересні 1935 року — помічник начальника політичного відділу по комсомолу промислового радгоспу № 3 імені Сталіна Курганинського району Азово-Чорноморського краю.
У вересні 1935 — листопаді 1936 року — помічник начальника політичного відділу по комсомолу радгоспу «Індустрія» Київського району Північно-Донського округу Азово-Чорноморського краю.
У листопаді 1936 — лютому 1937 року — заступник голови фабрично-заводського комітету Донської державної тютюнової фабрики імені Рози Люксембург у Ростові-на-Дону.
У лютому — листопаді 1937 року — завідувач відділу керівних комсомольських органів Ростовського міського комітету ВЛКСМ.
У 1937 році закінчив Ростовський інститут масового заочного навчання.
У листопаді 1937 — травні 1938 року — інструктор із пропаганди Ростовського обласного комітету ВЛКСМ.
З травня по липень 1938 року — 2-й секретар, у липні — жовтні 1938 року — 1-й секретар Кіровського районного комітету ВКП(б) міста Ростов-на-Дону.
З жовтня 1938 по лютий 1939 року — слухач Вищої школи партійних організаторів при ЦК ВКП(б).
У лютому — квітні 1939 року — відповідальний організатор відділу керівних партійних органів ЦК ВКП(б).
У квітні 1939 — липні 1940 року — завідувач відділу комсомольських органів Управління кадрів ЦК ВКП(б).
У липні 1940 — серпні 1942 року — завідувач сектору організаційно-інструкторського відділу ЦК ВКП(б) у Москві.
У серпні 1942 — серпні 1943 року — завідувач організаційно-інструкторського відділу ЦК КП(б) Казахстану.
У серпні 1943 — 9 квітня 1944 року — секретар ЦК КП(б) Казахстану із кадрів.
У травні — листопаді 1944 року — заступник завідувача відділу кадрів Краснодарського крайового комітету ВКП(б).
У листопаді 1944 — квітні 1946 року — завідувач організаційно-інструкторського відділу Краснодарського крайового комітету ВКП(б).
У квітні 1946 — листопаді 1948 року — заступник завідувача відділу кадрів Курського обласного комітету ВКП(б).
У листопаді 1948 — лютому 1951 року — заступник начальника Головного управління організованого набору робітників Міністерства трудових резервів СРСР.
У лютому 1951 — жовтні 1952 року — секретар партійного комітету ВКП(б) Міністерства трудових резервів СРСР.
У жовтні 1952 — лютому 1955 року — 1-й секретар Дзержинського районного комітету КПРС міста Москви.
У лютому — грудні 1955 року — начальник управління із набору китайських робітників Головного управління трудових резервів при Раді міністрів СРСР.
У грудні 1955 — грудні 1959 року — начальник управління побутового і медичного обслуговування учнів Головного управління трудових резервів при Раді міністрів СРСР. Одночасно, в липні 1957 — грудні 1959 року — керівник радянської частини постійної радянсько-болгарської комісії із набору болгарських робітників для роботи на підприємствах, будівництвах і в радгоспах СРСР та їх трудовому навчанню.
У грудні 1959 — січні 1965 року — начальник відділу кадрів і технікумів Головного управління професійно-технічної освіти при Раді міністрів Російської РФСР.
У січні 1965 — лютому 1966 року — головний радник із професійно-технічної освіти в Об'єднаній Арабській Республіці в місті Каїрі.
У лютому — серпні 1966 року — начальник відділу кадрів і технікумів, у серпні 1966 — травні 1970 року — начальник відділу керівних та інженерно-педагогічних кадрів Державного комітету Ради міністрів Російської РФСР із професійно-технічної освіти.
З травня 1970 року — персональний пенсіонер у Москві.
Помер 29 жовтня 1990 року в Москві.